# أميدي غوسلين
أميدي غوسلين هو مؤرخ كندي، ولد في 30 سبتمبر 1863 في Saint-Charles-de-Bellechasse ‏ في كندا، وتوفي في 20 ديسمبر 1941 في مدينة كيبك في كندا.